# Albertsøen
Albertsøen, også Lake Albert og Albert Nyanza og tidligere Lake Mobutu Sese Seko. Albertsøen er den nordligste i kæden af søer i "Albertine Rift Valley". Det er Afrikas syvendestørste sø. Den er omkring 160 km lang og 30 km bred.
I 1864 blev den opdagelsesrejsende Samuel Baker den første europæer der så søen; han opkaldte den efter den nylig afdøde Prins Albert, ægtefælle til dronning Victoria.